# Felde (Großefehn)
Felde ist ein Ortsteil der Gemeinde Großefehn im Landkreis Aurich in Ostfriesland.

## Geschichte
Felde wird erstmals in einer Urkunde des Klosters Aland vom 7. September 1431 erwähnt. In dieser Urkunde geht es um einen Grunderwerb des Klosters in der Leybucht, die 20 Gemeindevertreter des heutigen südlichen Kreises Aurich unterschreiben. Als Vertreter der Dorfschaft Felde, damals Velde geschrieben, unterschrieb ein Wilham Wybana. Kirchlich gehört die Bauerschaft Felde zur Kirchengemeinde Holtrop.
Eine Galerieholländer-Windmühle wurde im Jahr 1866 von Hinrich Reemts Emminga erbaut. Eine nahezu baugleiche Mühle wurde von ihm wenige Jahre später im amerikanischen Golden (Illinois) erbaut.
Am 1. Juli 1972 kam Felde zur neuen Gemeinde Großefehn.
Im Jahr 2002 wurde in Felde ein Feuersteinbeil aus der Jungsteinzeit gefunden.

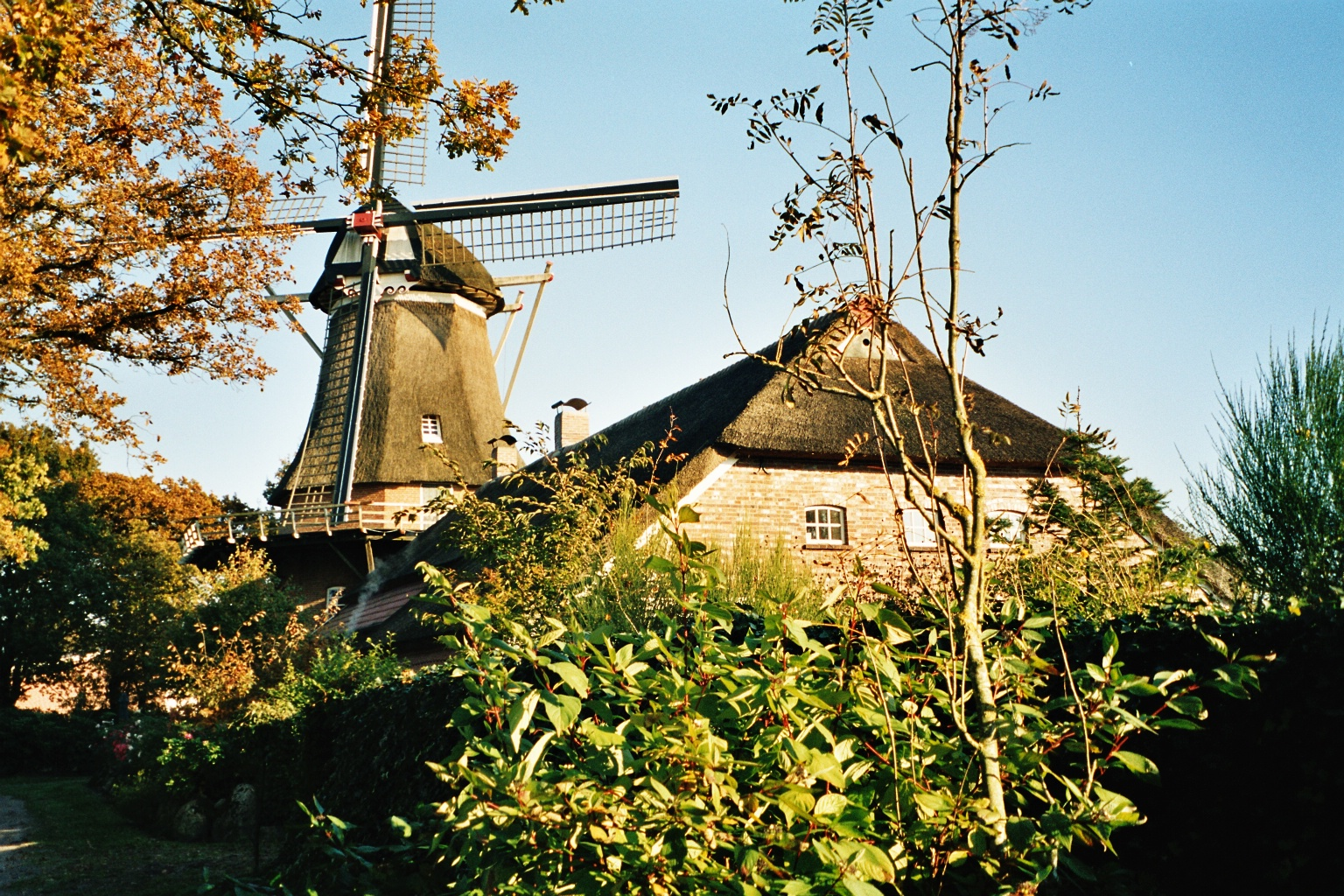
Windmühle in Felde

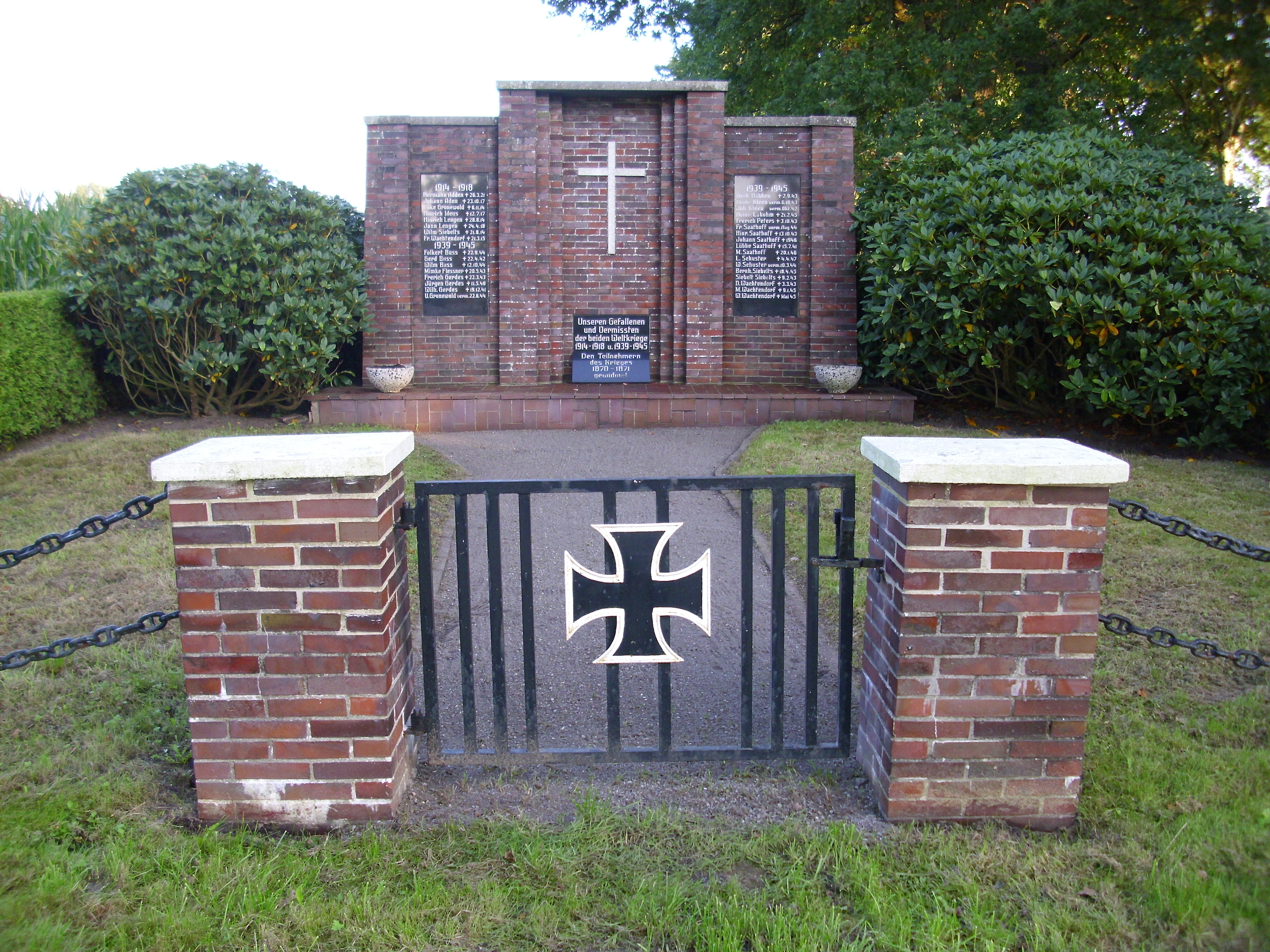
Gefallenendenkmal in Felde (Oktober 2015)

## Politik
Der Ortsrat, der den Ortsteil Felde vertritt, setzt sich aus fünf Mitgliedern zusammen. Die Ratsmitglieder werden durch eine Kommunalwahl für jeweils fünf Jahre gewählt. Die aktuelle Amtszeit begann am 1. November 2021 und endet am 31. Oktober 2026.
Bei der Kommunalwahl 2021 ergab sich folgende Sitzverteilung:
- CDU: 5 Sitze